# 적용태
적용태(適用態; applicative) 또는 충당태(充當態)는 결합가변경(valency-changing)의 하나이다. 설에 적용되어 술어 동사의 결합가가 적용전에 비해 한개 늘어난 적용태 구문(applicative construction)을 만든다. 인도유럽언어 태 연구의 전통에 휩싸여 광의의 태의 한 범주로 생각되나 언어유형론에서는 그보다는 결합가변경의 범주로 보는 관점이 일반적이다.

## 연구의 역사
적용태는 인도유럽어족의 언어, 중국어, 일본어 등의 역사상 오래서부터 연구대상이 되 왔던 언어들에 거이 보이지 않는 문법현상이라는 이유로 이론언어학계에서 관심을 모으기에는 시간이 걸렸다. 남아메리카 대륙의 여러 언어에 보이는 문법현상에 붙혀진 라벨로서 적용태라는 용어가 태어난 것은 17세기의 일이며 20세기 초도 즈음부터 반투언어를 비롯해 아프리카 대륙 언어들의 동일화되는 현상에도 이 용어가 응용되었다.